# José Arbiol Sanz
José Arbiol Sanz (Calanda, Teruel, 4 de abril de 1926-Alcañiz, Teruel, 4 de febrero de 1991) fue un Mayoral del Templo del Pilar de Calanda y escritor costumbrista español.

## Biografía
Su gran contribución la realizó como Mayoral del barroco Templo del Pilar de Calanda (Teruel), de 1978 a 1984, otorgando a éste su estado actual a través de una remodelación a gran escala, que afectó desde la construcción de una nueva plaza junto al templo hasta la sustitución de la vieja cúpula, así como la restauración de la estructura del edificio y su decoración interior. 
Al margen de este cometido, Arbiol desarrolló una amplia labor en la vida social calandina y turolense: presidente de Juventud de Acción Católica (1942-c. 1970), primer presidente del Club Deportivo Calanda (1952), presidente de la Conferencia de San Vicente de Paúl, juez de paz, concejal del ayuntamiento, miembro de la Cofradía del Santísimo, miembro de la histórica institución de La Aurora y organizador de las procesiones de la Semana Santa calandina hasta finales de la década de 1960, entre otros cargos. Hizo Ejercicios Espirituales en el Castillo de Javier (Navarra). Fruto de su amistad con Mosén Vicente Allanegui y Lusarreta y tras el fallecimiento de éste, surgió la Cofradía del Santo Ángel (1950), de la que fue uno de sus fundadores. 
Murió a los 64 años de edad. El grueso de su obra literaria, de tendencia costumbrista, ha quedado inédita.